# لورين بيلي
لورين بيلي (بالإنجليزية: Lauren Baillie)‏ هي لاعبة بولينغ بريطانية، ولدت في 7 فبراير 1982.

## روابط خارجية
- لورين بيلي على موقع اتحاد ألعاب الكومنولث (مؤرشف) (الإنجليزية)